# Phil Wilson (homme politique britannique)
Philip Wilson (né le 31 mai 1959) est un homme politique du parti travailliste britannique. Il est député pour Sedgefield succédant à Tony Blair, ancien Premier ministre, de 2007 à 2019. Il entre à la chambre des Lords le 16 janvier 2025.

## Jeunesse et carrière
Fils d'un ouvrier de la mine Fishburn, Wilson vit toute sa vie dans la circonscription de Sedgefield. Après avoir fréquenté l'école Trimdon Secondary Modern et Sedgefield Comprehensive School, Wilson devient vendeur avant de devenir employé de bureau dans la fonction publique où il est un responsable syndical. Wilson travaille comme lobbyiste du jeu pour le Gala Coral Group avant l'adoption du Gambling Act de 2005, et comme directeur du cabinet de conseil en affaires publiques Fellows 'Associates basé à Londres.
Wilson est connu pour être l'un des "Famous Five", un groupe de membres locaux du Parti travailliste qui aide le jeune Tony Blair à être sélectionné comme candidat travailliste à Sedgefield pour les élections générales de 1983. Il travaille pour Tony Blair dans son bureau de circonscription, le Parti travailliste et une société de relations publiques.

## Carrière parlementaire
Wilson est whip adjoint travailliste de 2010 à 2015. En 2012, il est élu au conseil stratégique de Progress.
Dans sa brochure électorale électorale de 2017, Wilson déclare qu'il n'est pas un partisan du dirigeant travailliste Jeremy Corbyn, et suggère que les travaillistes ne gagneraient pas les élections. Il soutient Owen Smith dans la tentative ratée de remplacer Corbyn lors des élections à la direction du Parti travailliste de 2016.
En 2018, Wilson appelle à un deuxième référendum sur le Brexit,. Plus tard, il soutient la proposition de rejoindre l'Espace économique européen pour atténuer les inconvénients perçus du Brexit. La circonscription de Wilson de Sedgefield vote pour quitter l'Union européenne à 59,4%.